# Colonia de Nueva Zelanda
La colonia de Nueva Zelanda fue una colonia británica que existió desde 1841 hasta 1907, creada como una colonia de la Corona. El poder del gobierno británico se otorgó a un gobernador, pero a la colonia se le otorgó un gobierno autónomo en 1852. La constitución de 1852 se inauguró después de que se eligiera el primer parlamento en 1853, y el primer gobierno de Nueva Zelanda se formó en 1856. La colonia de Nueva Zelanda tuvo tres capitales: Old Russell (1841), Auckland (1841-1865) y Wellington (después de 1865). En 1907, la colonia se convirtió en el Dominio de Nueva Zelanda con un reconocimiento más explícito del autogobierno dentro del Imperio británico.

## Establecimiento

William Hobson, el primer gobernador de Nueva Zelanda y coautor del tratado de Waitangi.

Tras la proclamación de soberanía sobre Nueva Zelanda desde Sídney en enero de 1840, el capitán William Hobson llegó a Nueva Zelanda y emitió la misma proclamación el 1 de febrero de 1840. El tratado de Waitangi se firmó posteriormente el 6 de febrero de 1840, y William Hobson declaró la soberanía británica sobre las islas de Nueva Zelanda el 21 de mayo de 1840 en dos declaraciones formales separadas. En la primera declaración, Hobson declaró la soberanía británica sobre la isla del Norte. La base de la reclamación sobre la isla del Norte fue el tratado de Waitangi entre los maoríes y la Corona británica. En la versión en inglés del tratado, los maoríes cedieron la soberanía a cambio de los derechos, privilegios y protección de ser súbditos británicos. Sin embargo, la traducción al maorí del tratado se refiere a kawanatanga, que generalmente se traduce como gobierno en lugar de soberanía, y este punto sigue siendo un tema de mucha controversia y debate político.  En la segunda declaración, Hobson declaró la soberanía británica sobre la isla del Sur y la isla Stewart sobre la base del "primer descubrimiento" por el capitán James Cook en 1769.
Inicialmente, Nueva Zelanda era parte de la colonia de Nueva Gales del Sur, y el lugarteniente-gobernador Hobson era responsable ante su superior, el gobernador de Nueva Gales del Sur. Mediante patente real, el gobierno británico emitió la Carta para la Erección de la Colonia de Nueva Zelanda el 16 de noviembre de 1840. La carta establecía que la colonia de Nueva Zelanda se establecería como una colonia de la corona separada de Nueva Gales del Sur el 1 de julio de 1841.

## Colonia de la corona

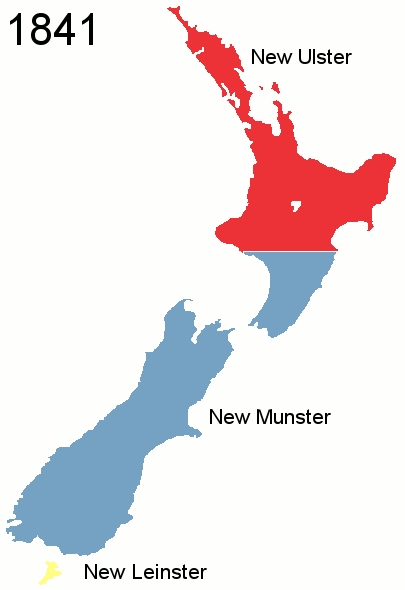
Las provincias de Nueva Zelanda, cuando fueron originalmente establecidas en 1841.

Con el establecimiento de la colonia de la Corona, Hobson se convirtió en gobernador de Nueva Zelanda. Los primeros órganos del gobierno también se establecieron para ayudar al gobernador: un Consejo Ejecutivo y un Consejo Legislativo.
El Consejo Ejecutivo estaba formado por el fiscal general, el secretario colonial y el tesorero colonial. El Consejo Legislativo estaba formado por el gobernador, el Consejo Ejecutivo y tres jueces de paz nombrados por el gobernador. El Consejo Legislativo tenía la facultad de emitir ordenanzas, instrumentos estatutarios.
La colonia fue dividida en tres provincias: Nuevo Úlster (la isla Norte), Nuevo Munster (la isla Sur), y Nuevo Leinster (isla Stewart).

## Colonia con autogobierno

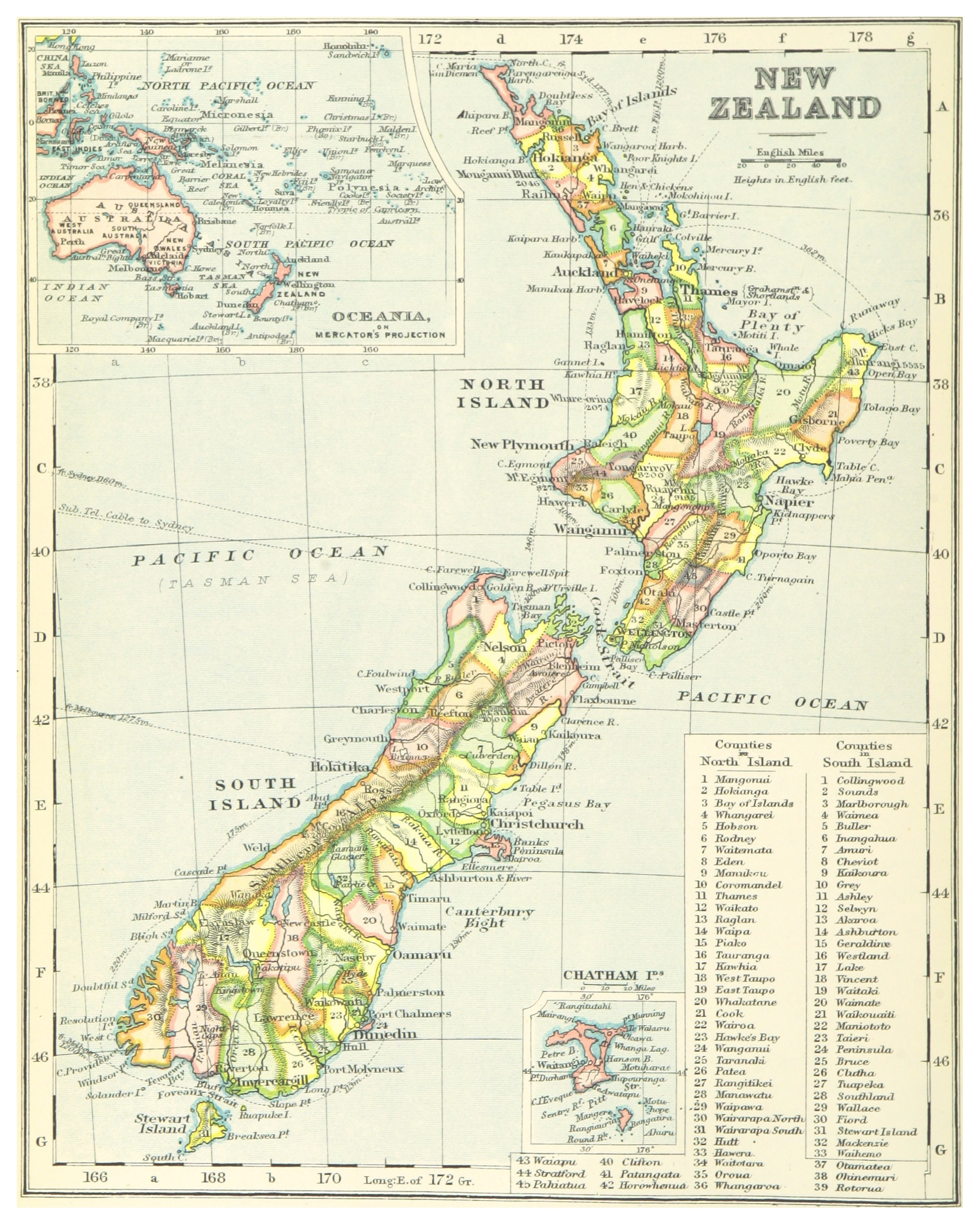
Mapa de 1899 de la colonia de Nueva Zelanda y sus condados.

A medida que se fundaban nuevos asentamientos europeos en la colonia, las demandas de autogobierno se hacían más fuertes. El asentamiento de la Compañía de Nueva Zelanda en Port Nicholson (Wellington) tenía su propio consejo electo, que fue disuelto a la fuerza por el vicegobernador William Hobson en 1840. Más tarde, Wellington se convirtió en el centro de agitación de los colonos para el gobierno representativo dirigido por Samuel Revans, quien fundó la Asociación Constitucional de los Colonos de Wellington en 1848.
La primera ley de la constitución de Nueva Zelanda se aprobó en 1846, aunque el gobernador George Grey se oponía a las disposiciones que dividirían al país en distritos europeos y maoríes. Como resultado, casi toda la ley fue suspendida por seis años a la espera de una nueva ley de 1852, siendo la única parte operativa de la ley de 1846 la creación de las primeras provincias de Nueva Zelanda. Mientras tanto, Grey redactó su propia ley que estableció asambleas provinciales y de representantes centrales, y permitió los distritos maoríes y un gobernador electo. Esta última propuesta fue rechazada por el Parlamento del Reino Unido cuando adoptó la constitución de Grey.
La segunda ley de la constitución de Nueva Zelanda se aprobó en 1852 y se convirtió en el documento constitucional central de la colonia. Creó la Asamblea General, que estaba formada por el Consejo Legislativo y una Cámara de Representantes. La primera elección general para la Cámara de Representantes se celebró entre el 14 de julio y el 1 de octubre de 1853. El primer Parlamento de Nueva Zelanda se inauguró el 24 de mayo de 1854. El administrador de gobierno, Robert Wynyard, fue confrontado rápidamente por las demandas del nuevo parlamento de que el gobierno responsable se otorgue a la colonia de inmediato; el 2 de junio, la Cámara de Representantes aprobó una resolución, patrocinada por Edward Gibbon Wakefield, a tal efecto. Wynyard se negó, afirmando que la Oficina Colonial no mencionó al gobierno responsable en sus despachos. El Consejo Ejecutivo aconsejó a Wynyard contra la implementación del gobierno responsable y, mientras tanto, envió un despacho a Londres solicitando una aclaración. Luego, Wynyard ofreció agregar algunos miembros electos del parlamento al Consejo Ejecutivo y nombró a James FitzGerald, Henry Sewell y Frederick Weld para el consejo. El compromiso funcionó durante algunas semanas, pero el 1 de agosto el parlamento exigió el poder completo para nombrar a los ministros. Wynyard se negó, y los tres diputados renunciaron al consejo. En respuesta, Wynyard prorrogó el parlamento durante dos semanas. El 31 de agosto, nombró a Thomas Forsaith, Jerningham Wakefield y James Macandrew para el Consejo Ejecutivo, pero cuando el parlamento se reunió nuevamente, se movió una moción de no confianza en los miembros.
El parlamento se reunió el 8 de agosto de 1855, momento en el cual Wynyard recibió instrucciones de la Oficina Colonial para presentar un gobierno responsable. El nuevo gobernador, Thomas Gore Browne, llegó el 6 de septiembre de 1855 y relevó a Wynyard de sus deberes. El 28 de enero de 1858, Wynyard fue nombrado miembro del Consejo Legislativo.
El gobernador Thomas Gore Browne anunció posteriormente que el autogobierno comenzaría con el segundo Parlamento de Nueva Zelanda, elegido en 1855. El gobernador le pidió a Henry Sewell que formara un gobierno, ahora conocido como el Ministerio de Sewell. Se convirtió en secretario colonial, efectivamente el primer ministro de Nueva Zelanda, el 7 de mayo. Sin embargo, el gobierno de Sewell fue efímero. El líder de la facción provincialista, William Fox, derrotó al gobierno de Sewell el 20 de mayo de 1856. El propio Fox, sin embargo, no mantuvo el cargo por mucho tiempo, siendo derrotado por Edward Stafford, un moderado.

## Elevación a Dominio

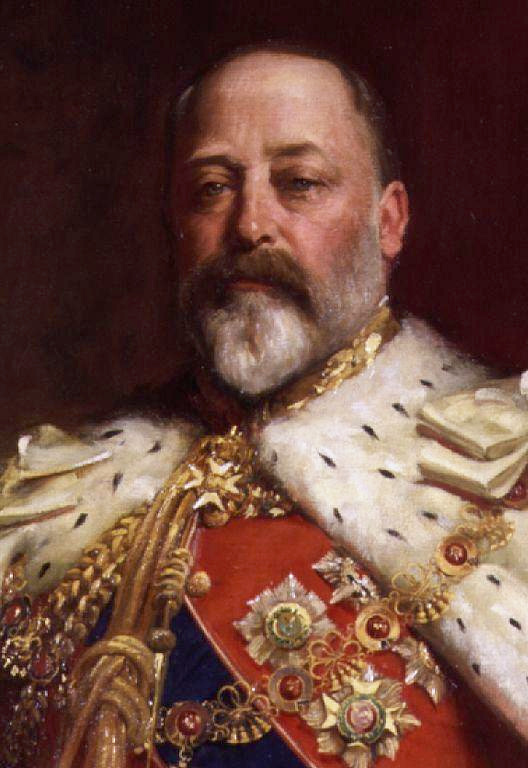
En 1907, Eduardo VII declaró Nueva Zelanda para ser un Dominio.

La colonia de Nueva Zelanda continuó hasta el 26 de septiembre de 1907, cuando, como resultado de una decisión de la Conferencia Imperial de 1907 y a pedido del gobierno de Nueva Zelanda, el rey Eduardo VII declaró a Nueva Zelanda como un dominio. El mismo día, el rey emitió otra proclamación real otorgando a la colonia de Terranova el estatus de dominio de Terranova. El cambio de 1907 de colonia a dominio fue en gran medida simbólico, y Nueva Zelanda no se independizó hasta que la Asamblea General de Nueva Zelanda promulgó la ley de adopción del Estatuto de Westminster de 1947, que aplicó el Estatuto de Westminster de 1931 al dominio de Nueva Zelanda (aunque el Reino Unido conservó el derecho de legislar para Nueva Zelanda a su solicitud); ciertas promulgaciones coloniales sobrevivieron un tiempo después: la ley de la constitución de Nueva Zelanda de 1852 fue finalmente reemplazada por la ley de la constitución de 1986.

### Proclamación real
Una proclamación real del 26 de septiembre de 1907 le otorgó el estatus de dominio de Nueva Zelanda.
Edward R. & I. Considerando que tenemos en la Petición de los miembros del Consejo Legislativo y la Cámara de Representantes de Nuestra Colonia de Nueva Zelanda determinamos que el título de Dominio de Nueva Zelanda será sustituido por el de la Colonia de Nueva Zelanda como la designación de dicha colonia, por lo tanto, con el consejo de nuestro Consejo Privado, creemos oportuno emitir esta Nuestra Proclamación Real y ordenamos, declaramos y ordenamos eso a partir del veintiséis de septiembre, mil novecientos siete, la mencionada colonia de Nueva Zelanda y el territorio que le pertenece se llamarán y conocerán con el título de Dominio de Nueva Zelanda y, por la presente, damos nuestros comandos a todos los departamentos públicos en consecuencia. en el Palacio de Buckingham, el noveno día de septiembre, en el año de Nuestro Señor mil novecientos siete, y en el séptimo año de Nuestro Reino. Que Dios salve al Rey.

## Símbolos
La primera bandera utilizada por la colonia de Nueva Zelanda fue la Union Flag. Esto comenzó a cambiar con la Ley de Defensa de la Armada Colonial de 1865, que exigía que todos los barcos propiedad de los gobiernos coloniales llevaran la insignia azul de la Armada Real desfigurada con una insignia colonial. Nueva Zelanda no tenía una insignia colonial, ni tampoco un escudo de armas propio en esta etapa, por lo que las letras "NZ" se agregaron a la bandera azul. La colonia de Nueva Zelanda utilizó el mismo escudo de armas real que el Reino Unido.
En 1869, Albert Hastings Markham, primer teniente del buque HMS Blanche de la Marina Real, presentó un diseño de bandera nacional a Sir George Bowen, el Gobernador de Nueva Zelanda. Inicialmente se usó solo en barcos gubernamentales, pero se adoptó como la bandera nacional de facto en una oleada de patriotismo que surgió tras la segunda guerra bóer en 1902. Para poner fin a la confusión entre los distintos diseños de la bandera, el gobierno liberal aprobó el proyecto de ley de la bandera y señales de códigos, que fue aprobado por el rey Eduardo VII el 24 de marzo de 1902, declarando la bandera nacional de Nueva Zelanda.